# 朱色5号

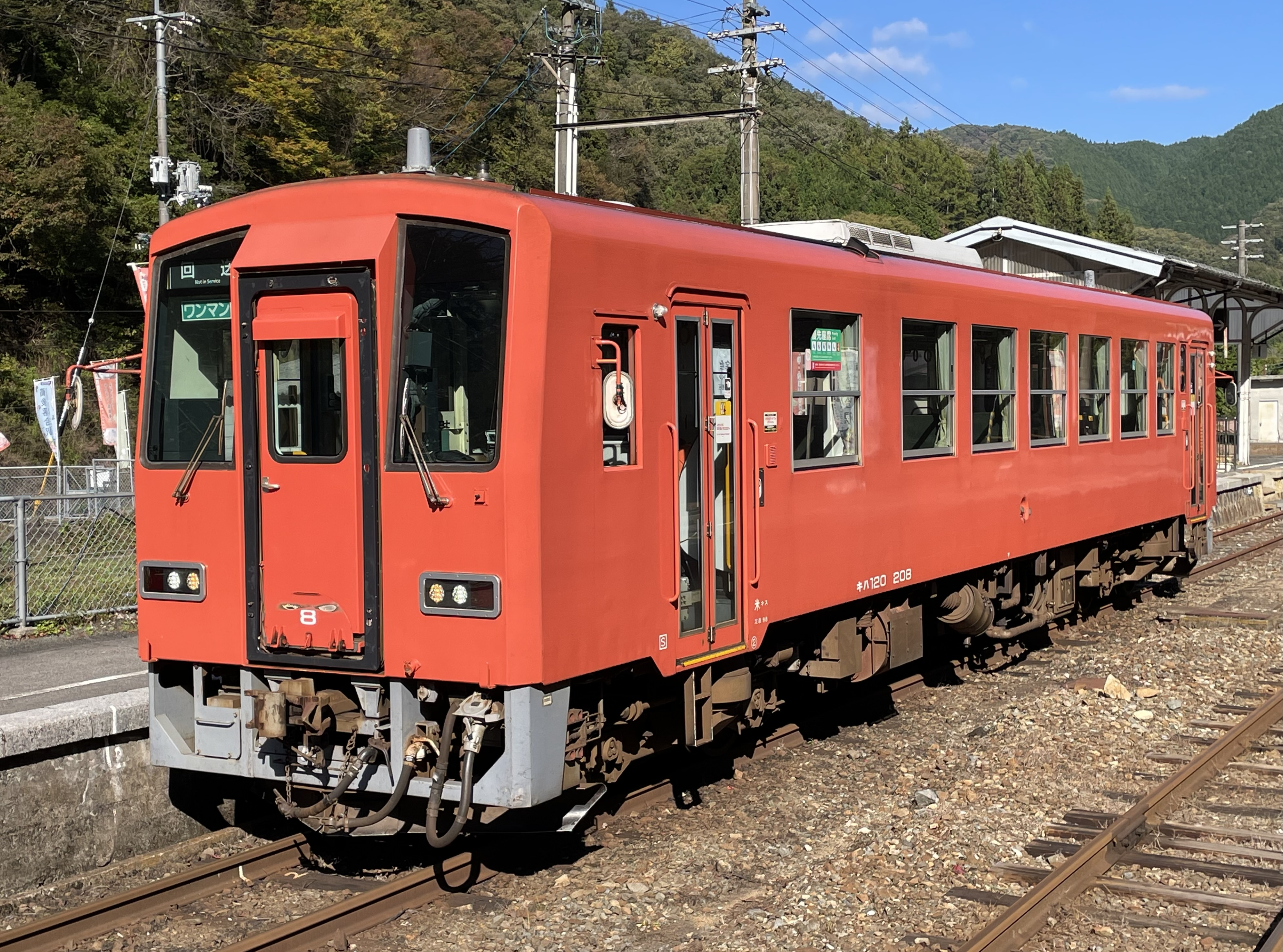
朱色5号に塗装変更された
キハ120形体質改善車

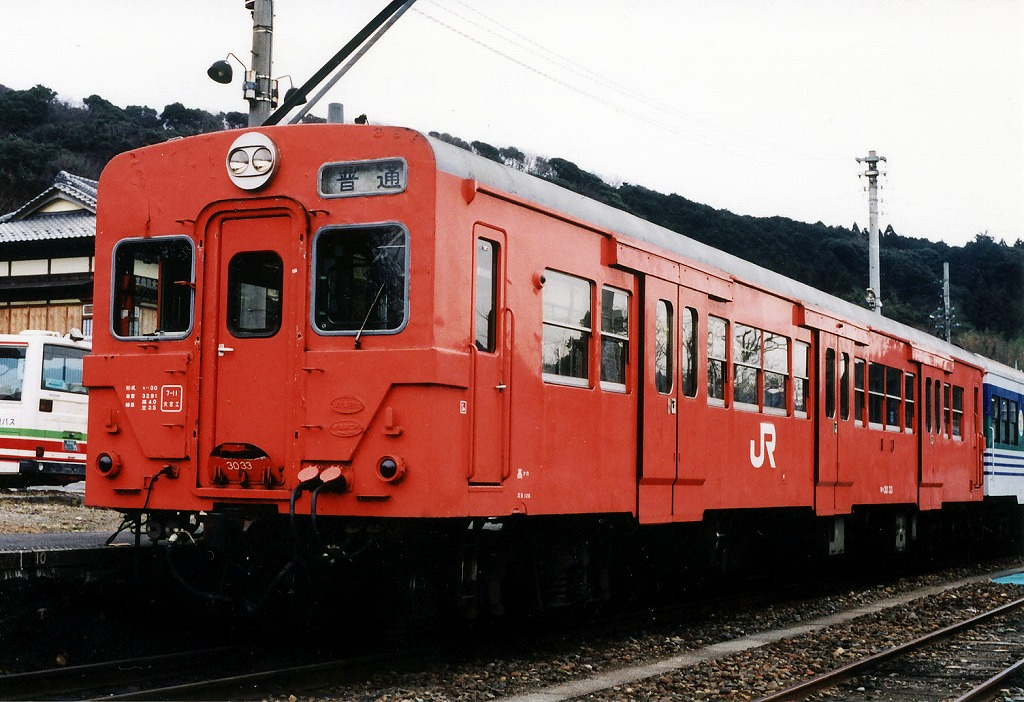
朱色5号を地色としたキハ35系

朱色5号（しゅいろ5ごう）は、日本国有鉄道（国鉄）が定めた色名称の1つである。

## 概要
それまで気動車に使用されていた朱色4号よりも少し明るい色で、「柿色」とも呼ばれる。
1975年に大宮工場で相模線のキハ10系に試験採用したのが最初である。これは塗装工程の簡略化を狙ったもので、首都圏の線区から始まったことから首都圏色という通称で呼ばれていた。その後1978年の塗装規程変更により、本色は首都圏以外にも波及し、1980年代にかけて事実上の一般形気動車標準色として使用された。一般型気動車はもとより、既に格下げ使用が主体となっていたキハ55系の一部にも波及した。また、このころに登場したキハ40系では、製造当初から本色が採用された。
登場時期が国鉄末期と重なったこともあり、十分な車体洗浄がなされなかったことや、この色自体が褪せやすかったこともあり、乗客や趣味者の間での評判は決して良くなかった。卑称として「タラコ色」とも呼ばれ、退色が進んだものは「焼きタラコ」と揶揄されることもあった。国鉄分割民営化を目前にした1985年頃から、ローカル線のイメージアップのため、一般型気動車でも線区ごと・地域ごとのカラーリングが採用されることになり、特にJR発足後、特に平成に入ってからはは急速に使用例が減少した。本色を一般型気動車の標準色として使用し続けたのは、西日本旅客鉄道（JR西日本）米子支社のみとなった。このように地域ごとの独自の塗装への塗り替えが進んだ結果、かえってこの「首都圏色」が1980年代のレトロな国鉄カラーとして注目され、2000年代以降リバイバルカラーとして登場する事例が見受けられるようになった。この「リバイバルカラーとしての首都圏色」は、国鉄時代に存在しなかった車両に塗られた事例もある。

一方JR西日本では2009年12月から、経費節減の一環として塗装工程の簡略化を図ることや、転属時における再塗装を省略するため、米子支社以外の支社でも気動車の標準色として再び朱色5号の単色化が進められている。そのため、国鉄時代に存在しなかったキハ120形200番台も本塗装に変更されている。

## 使用車両
- 国鉄キハ10系気動車
- 国鉄キハ20系気動車
- 国鉄キハ35系気動車
- 国鉄キハ37形気動車（JR西日本米子支社転属後）
- 国鉄キハ45系（キハ23系）気動車
- 国鉄キハ40系気動車 (2代)
- 国鉄キハ55系気動車
- キユニ28形・キニ28形・キニ58形
- JR西日本キハ33形気動車
- JR西日本キハ120形気動車200番台（新塗装）
- 国鉄115系電車（土崎工場入場控車）

## 近似色
- 朱色4号
- 上信電鉄 : 1990年代に使用していた単色塗装（コーラルレッド）がこの色に近い。